# Forcipella madagascariensis
Forcipella madagascariensis là một loài thực vật có hoa trong họ Ô rô. Loài này được Baill. mô tả khoa học đầu tiên năm 1890.